# Морфология турецкого языка
Турецкий язык относится к агглютинативным (или «приклеивающим») языкам и, тем самым, существенно отличается от индоевропейских.
Агглютинация выражается в том, что в слове чётко выделяется корень, а все грамматические формы выражаются (практически всегда однозначными) аффиксами, как бы приклеивающимися к корню справа. При этом друг за другом могут следовать несколько аффиксов подряд, каждый со своим значением. Порядок следования типов окончаний чётко фиксирован.
Пример:
Uçurtmayı vurmasınlar. Пусть они не сбивают воздушного змея (Название фильма)
Это предложение можно разложить следующим образом: Uçurtma-yı vur-ma-sın-lar. «воздушный змей-его сбивать-не-пусть-они.» Окончание -yı указывает на определённый винительный падеж; -ma означает отрицание; -sın — показатель повелительного наклонения, -lar — аффикс сказуемости 3 лица мн.ч.
Выразительными, хотя и нетипичными по своей длине, примерами агглютинативности могут служить следующие две фразы:
- Türkleştiremediğimizlerdensinizdir. — «Вы, конечно же, из тех, кого мы не смогли отуречить (сделать турками)».

Основа türk («турок») + глаголообразующий аффикс -leş- + аффикс понудительного залога -tir- (= «отуречивать») + глагольный аффикс невозможности -eme- («= не мочь отуречить») + независимая причастная форма -dik-/-diğ- + аффикс принадлежности 1 л. мн.ч. -imiz- (= «тот, кого мы не смогли отуречить») + аффикс множественного числа -ler- (= «те, кого мы не смогли отуречить») + аффикс исходного падежа -den (= «из тех, кого мы не смогли отуречить») + аффикс сказуемости наст. вр. 2 л. мн. ч. -siniz- (= «вы — из тех, кого мы не смогли отуречить») + постпозитивный модальный аффикс с усилительно-выделительным значением -dir.
- Afyonkarahisarlılaştıramadıklarımızdan mısınız? — «Вы из тех, кого мы безуспешно попытались сделать похожими на жителей Афьонкарахисара?»

В целом турецкую морфологию характеризует высокая степень устойчивости и почти полное отсутствие исключений.
В турецком нет именных классов, отсутствует категория рода.

## Гармония гласных
При добавлении аффиксов и окончаний большую роль играет закон гармонии гласных (сингармонизм, турецк. ünlü uyumu): закон уподобления гласных друг другу по признаку нёбности/ненёбности и губности/негубности, то есть качество гласного последнего слога основы (корня) определяет качество гласных всех последующих слогов. Таким образом, если последний гласный корня — гласный переднего ряда, то и все последующие аффиксы и окончания должны иметь гласные переднего ряда и наоборот, гласный заднего ряда последнего слога корня приводит к появлению гласных заднего ряда во всех далее наращиваемых слогах. При этом различают большую гармонию гласных, при которой аффикс может иметь 4 варианта гласных в своём составе (ı, i, u или ü), и малую гармонию гласных, где возможны только варианты с a или e внутри аффикса.
Примером малой гармонии гласных может служить окончание -de, означающий местонахождение:
bahçe-de (в саду), но: lokanta-da (в ресторане).
Пример большой гармонии (на аффиксе принадлежности nız/niz/nuz/nüz):
основа masa (стол) + аффикс принадлежности nız (ваш) — masanız «ваш стол»,
dişçi + niz — dişçiniz «ваш зубной врач»,
kapora + nız — kaporanız «ваш задаток»,
köprü + nüz — köprünüz «ваш мост»
Часто случается, что вследствие гармонии гласных в слове встречается один и тот же гласный во всех слогах (напр., huzursuzsunuz: вы беспокойны).

## Число
Множественное число образуется путём присоединения к имени или спрягаемой форме глагола ударного аффикса -lar, -ler. Примеры: at — конь, atlar — кони; ev — дом, evler — дома; yazdı — он написал, yazdılar — они написали; gelecek — он придёт, gelecekler — они придут.
Формальное выражение категории числа в турецком языке имеет значительно меньшее распространение, чем, например, в русском. Это обстоятельство объясняется тем, что турецкое единственное число содержит наряду с выражением «единичности» также нерасчленённое коллективное множественное; так, например, слово kuş может значить: 1) птица, 2) птицы, то есть индивидуальное представление и род в его целом.
Множественное число формально не выражается в следующих случаях:
1. При имени с предшествующим ему числительным или со словами, близкими по значению к числительным («мало», «много» и т. п.); в этом случае форма единственного числа выражает «неопределённую коллективность», то есть совокупность предметов, не поддающихся членению, на составные части. Примеры: üç öğrenci — три студента (индивидуально не выделенных из числа им подобных); altı kitap — шесть книг (то же); çok kişi — много людей.
2. При именах, обозначающих целый ряд лиц или предметов, когда понятие множественности несущественно и раскрывается из контекста (ср. русск. «ягода в этом году — хорошая»), то есть в этом случае обращается внимание на предмет как таковой, а не на его количественное выражение. Примеры: Rus — русский|русские; Türk — турок|турки; isçi — рабочий|рабочие.
3. При сочетании имён и причастий с аффиксами сказуемости 1-го и 2-го лица множественного числа. Примеры: isçi — рабочий, isçiyiz (isçi-y-iz) - мы рабочие, isçiydiniz (isçi-y-diniz) — вы были рабочими; öğrenci — студент, öğrencisiniz (öğrenci-siniz) — вы студенты, öğrenciydiniz (öğrenci-y-diniz) — вы были студентами.

Сочетания типа: üç öğrenci, çok kitap и т. п. могут в определённых случаях иметь формат множественного числа: üç öğrenciler, çok kitaplar, где аффикс множественного числа указывает не столько на «множественность» (так как она выражена именем числительным), сколько на то, что составляющие элементы этой совокупности могут быть легко выделены. Таким образом имеется в виду, что все элементы, составляющие данное «множество», наделены определёнными индивидуальными признаками: üç öğrenciler — три (известных) студента, çok kitaplar много (известных) книг. Сравните ещё: Kırk vezirlerin hikâyetleri — сказки сорока визирей (kırk vezirler). On iki adalar — острова Додеканез (дословно: двенадцать островов). Üç aylar — три месяца (мусульманского календаря — реджеб, шабан, рамазан).
Множественное число имён типа: üzüm-üzümler, kömür-kömürler и т. п. указывает не столько на «множественность» в обычном понимании этого слова, сколько на различие сортов, пород (русское «масла» = различные сорта масла, вина = разные сорта вин и т. п.). Примеры: üzüm — виноград (родовое понятие), üzümler — различные сорта винограда; kömür — уголь, kömürler — разные породы угля; tütün — табак, tütünler — табаки, различные сорта табака.
В турецком языке довольно часто встречается образование множественного числа от имен, которые в русском языке обычно не имеют формы множественного числа.
Примеры: kan — кровь, kanlar — крови = обилие крови, yarasından kanlar akıyordu — из его раны обильно текла кровь; ne – что – neler, kim – кто – kimler: neler görmüşüz, neler geçirmişiz! — что (чего только) мы (не) видели, что мы (не) пережили!; kimler geldiler? — кто (такие) пришли?
Имена существительные собственные в соединении с аффиксом множественного числа получают собирательное значение. Пример: Cafer — Джафер, Caferler — Джафер с чадами и домочадцами. Множественное число при именах людей широко известных выражает сравнение, имея значение русского предлога «как», «подобно». Пример: Namık Kemaller — как Намык Кемаль.
Когда действию, совершённому одним лицом, придаётся высокая социальная оценка, при подлежащем в единственном числе сказуемое имеет форму множественного числа. Пример: Vali geldiler — Губернатор прибыли.
Личное местоимение biz — мы, siz — вы, первое и второе лица множественного числа спрягаемых форм глагола могут принять аффикс множественного числа, образуя pluralis honorificus — особую форму множественного числа, употребляемую для выражения особо подчеркнутой почтительности, вежливости. Примеры: biz – bizler — Мы; siz – sizler — Вы; hoş geldiniz – hoş geldinizler — Добро пожаловать! (во множественном числе).
Согласование в числе подлежащего и сказуемого проводится не так последовательно, как, например, в русском языке. Подлежащее — существительное неодушевлённое, как правило, со сказуемым в числе не согласовывается. Пример: pencereler açıktır — окна открыты (дословно окна — открыто).
Категория множественного числа выражается иногда путём повторного употребления имён, что является древнейшим способом образования множественного числа. Примеры: takım — группа, takım takım — группы, группами; yer — место, yer yer — места, в различных местах.
Удвоенное употребление имён прилагательных выражает усиленную степень качества. Например: büyük büyük — большой-пребольшой.
Некоторые заимствованные слова, попавшие в турецкий язык в форме множественного числа, на турецкой почве часто осознаются как единственное число и получают формат множественного числа -lar, −ler (русское рельс-ы, курс-ы, басмач-и, янычар-ы). Примepы: aza — член (в арабском уже множественное число), azalar — члены; evlat — дитя, evlâtlar — дети; eşya — вещь, eşyalar — вещи.

## Имя существительное
Имя существительное как часть речи объединяет категорию знаменательных слов-имен, которые обладают общими семантическими и грамматическими признаками — значением предметности. Имена существительные имеют собственную систему словообразования и словоизменения. Кроме того, существительные характеризуются способностью иметь определение.
В предложении существительные тюркских языков выступают в качестве подлежащего, дополнения, обстоятельства, определения (в составе конструкции изафета), сказуемого (в качестве его именной части, получая оформители лица).
Именами существительными являются различные наименования предметов в широком смысле слова. В зависимости от специфики предметов имена существительные бывают собственные и нарицательные. Основная масса их относится к нарицательным, которые представляют собой общие названия однородных предметов и соответствующих им понятий. Существительные же собственные служат для обозначения отдельных индивидуумов и единичных предметов с целью отличить их от других однородных существ, событий, предметов. Наряду с этим существительные собственные выделяются также грамматически: в функции прямого дополнения они употребляются лишь в винительном падеже (это связано с оформлением определённости), тогда как существительные нарицательные могут употребляться и в неопределённом падеже. Таким образом, в турецком языке представлено явление, известное как дифференцированное маркирование объекта.
К именам существительным собственным относятся имена и прозвища людей, клички животных, географические названия, астрономические названия.
К нарицательным именам существительным относятся, например, названия человека, животных, растений, металлов, минералов, предметов быта и т. п..
В турецком языке существительные грамматически не различаются по признаку одушевленности и неодушевленности. Различие происходит по признаку лица и не-лица. К классу лиц относятся только люди и ряд мифических существ, наделяемых свойствами людей. К ним применяется вопросительное местоимение kim? «кто?». К классу не-лиц относятся все предметы и все другие живые существа (кроме людей). По отношению к ним используется вопросительное местоимение ne? «что?».
Одна из особенностей имен существительных в турецком языке — это их разнообразнейшая аффиксация. По существу весь турецкий язык представляет собой почти бесконечное варьирование определённых и неизменных основ посредством прибавления к ним разных функциональных аффиксов. Это языковое явление фундаментально для турецкого языка и, можно предположить, для турецкого сознания: определённая, не изменяющаяся основа прибавляет к себе известные, стабильные приложения, и в результате этой комбинаторики меняется целое. Рассматривая систему аффиксации более детально, можно заметить определённый порядок в прибавлении тех или иных функциональных аффиксов в случае употребления нескольких аффиксов одновременно. Так, прежде всего к основе имени прибавляются:
- словообразовательные аффиксы, затем
- аффикс множественности
- аффикс личной принадлежности
- падежные аффиксы,
например, «yol-cu-lar-ımız-da» — то, что у наших путников.
Нельзя сказать, что, к примеру, категория множественности для языка важнее категории принадлежности или наоборот, поскольку любая из этих категорий, прежде всего, существует в языке и, кроме того, может употребляться самостоятельно при отсутствии другой. При такой системе последовательности слово находит своё разрешение, исполняется, наполняется окончательным необходимым смыслом лишь по окончании. В этом смысле наиболее значима роль последнего элемента. А каждый, предшествующий ему, играет одновременно роль определителя для последующего и определяемого или окончательного для предшествующего. Именно в этом значении и именно для этого слова падежность более значима, нежели принадлежность, а принадлежность определяется множественностью. Ведь, к примеру, можно представить и другое строение этого слова: «yol-cu-muz-da-lar» в турецком — «то многое, что у нашего путника», когда смысл слова изменился, поскольку слово отражает здесь уже несколько иные отношения, и в этом смысле семантика порядка диктуется семантикой отношений. Но в любом случае можно подтвердить, что последний элемент несёт окончательную разрешающую семантическую нагрузку, и, как правило, при множественном употреблении аффиксов — это категория падежа.
Структура падежной категории турецкого языка отличается, к примеру, от соответствующей русской наличием исходного и местного падежей, то есть можно предположить, что для турецкого мышления проблема пространственной определённости достаточно важна и значима.

## Категория пола (рода)
Во всех тюркских языках отсутствует грамматическая категория рода, присущая большинству индоевропейских языков. Одно из возможных объяснений отсутствия в турецком языке пола или рода вытекает из природы диалогических отношений. В рамках прямых отношений «я — ты» языковая дифференциация рода излишняя, поскольку это различие очевидно и в наличии: я вижу, что ты женщина, ты видишь, что я мужчина. С другой стороны, этот факт также может служить лишним доказательством большей значимости в турецком языке, а стало быть, и в турецком сознании, непосредственных, прямых, лицом к лицу отношений. Для турецкого языка речь может идти только о способах выражения биологического пола, встречающихся в наименованиях некоторой части людей и животных. В случае необходимости турки различают названия лиц мужского и женского пола, самцов и самок животных. Для этого используются следующие средства.
Лексический способ. В определённых случаях понятие пола заключено уже в самом значении слова:
1. В терминах родства и в названиях живых существ (в их делении на мужчин и женщин, самок и самцов): erkek — «мужчина»; kız — «дочь», «девушка»;
2. В названиях животных в зависимости от хозяйственного значения: aygır — «жеребец».
Синтаксический способ реализуется в словосочетаниях, состоящих из общевидового слова (названия) и определяющего слова, семантика которого точно указывает на принадлежность к определённому полу, например: erkek inek — «бык», dişi inek — «корова». Как видно из этих примеров, такими словами — уточнителями являются erkek «самец» и dişi «самка».

## Категория принадлежности
Эта категория устанавливает отношение принадлежности между лицом обладателя и предметом обладания (например, в русском языке эти отношения передаются с помощью притяжательных местоимений). Способность выражения принадлежности при помощи специальных слов была присуща тюркским языкам с древних времен и унаследована ими от тюркского праязыка. Категория принадлежности — грамматическая категория, устанавливающая отношение принадлежности между лицом обладателя и предметом обладания; в турецком языке выражения категории принадлежности состоят в соединении в одном слове названия предмета обладания с аффиксами принадлежности (иелик эки), устанавливающими лицо обладателя.
Категория принадлежности выражается четырьмя способами:
1. Морфологическим, то есть с помощью аффиксов принадлежности и аффикса — lı;
2. Морфолого-синтаксическим, то есть с помощью аффиксов принадлежности и формы родительного падежа (притяжательного) падежа местоимений
3. Синтаксическим, то есть с помощью одних личных местоимений в форме родительного падежа, например: senin ana — твоя мать, benim kardeş — мой брат и т. п.

4. Морфолого-лексическим, то есть с помощью притяжательных местоимений — существительных. Образуется следующим образом: родительный падеж имён или местоимений сочетается с аффиксом -ki

## Категория определенности и неопределенности
В тюркских языках находит довольно четкое грамматическое выражение категория определённости — неопределенности у имён существительных, связанная конкретностью и неконкретностью, при этом неопределенность часто носит оттенок обобщенности. Имя существительное в тюркских языках в отношении определённости — неопределенности выступает в трех состояниях: нейтральном, неопределенном и определённом. Нейтральное значение имён выражается без каких-либо лексических или грамматических показателей, обычной основой, то есть отсутствует показатель определённости и неопределенности, например: at başı — лошадиная голова, at hayvandır — лошадь — животное.
Неопределенность выражается в тюркских языках несколькими способами:
Во-первых, неопределенность передается синтаксически. В плане единичности употребляется сочетание имени существительного со словом bir — некий, некто, какой-то, стоящим в препозиции, например: bir kişi geldi — кто-то пришёл, и т. п. При этом bir четко отличается по форме от количественного числительного bir (один). В данном случае в турецком языке полностью дифференцировалось две формы одного общетюркского числительного: за формой основы количественного числительного bir закрепилось значение неопределенного артикля. В плане множественности неопределенность содержится в формах с аффиксом -lar (так называемая неопределенная множественность) и в сочетании имени в форме основы с неопределенно-количественным числительными типа каç — сколько, bir каç — несколько и т. п. (тот же тип множественности).
Во-вторых, неопределенность выражается морфологически, когда объектные и притяжательные отношения передаются основным падежом, точнее говоря, неоформленным винительным и неоформленным родительным в изафетных конструкциях. На это в своё время указывал также Н. К. Дмитриев. Кроме того, неопределенность грамматически выражается частным падежом, когда неизвестен точный объём захвата предмета действием. 

Определённость в тюркских языках также выражается несколькими способами, в частности лексическим, когда само значение слова предполагает какой-либо конкретный предмет или лицо. К таким словам относятся имена собственные, например: Tarkan, Antalya. Кроме того, определённость у имён существительных передается синтаксически, путём подстановки к имени определителя, конкретизатора в виде указательных и определительных местоимений, качественных и относительных прилагательных, причастий, количественных, порядковых и иных числительных, указывающих на определённое, точно сосчитанное количество. Определённое состояние имени существительного обозначается с помощью:
1. грамматических средств, обслуживающих категорию принадлежности: benim kitabım, benim kitab, kitabım — моя книга и т. п.
2. определённого члена (результат — грамматикализация аффикса принадлежности 3 лица)
3. определённей, выраженных:
а) указательными местоимениями и местоимениями her — каждый, bütün — весь, целый.
б) прилагательным в превосходной степени;
4. лексического значения слова; указательные местоимения, использующиеся в атрибутивном и субстантивном значениях: bu kitap — эта книга, bu kitap — это — книга. А потому здесь действует закон субстантивации: всякое слово, не принадлежащее к разряду существительных, в позиции определения (в изафете) оформляется родительным падежом, в позиции прямого дополнения — винительным падежом. Аффикс -(s)l используется в двух тесно переплетающихся значениях — посессивном и дефинитивном, при слове с указанным аффиксом может быть употреблён неопределенный член bir: «Hele bir defasında Haticeyi … o istedi» (B.S. Kunt «Herkes…») «Наконец один раз … он посватался за Хатиджей». Особенно ярко дефинитивное значение аффикса — (s)l проявляется при именах bura, şura, ora, nere — в формах burası, şurası, orası, neresi; вторые формы этих слов отличаются от первых грамматической определённостью: слова, например, bura и burası различаются по значению только тем, что первое имеет неопределенный, а второе — определённый артикль: Bura adamları çalışkan olur — Здешние люди трудолюбивы, buraları da görmüş olduk — в результате мы повидали и здешние места.

## Словообразование имён существительных

### Образование имён существительных от имён
Образуются путём присоединения следующих аффиксов:
— cı/ ci/ cu/ cü (после гласных и звонких согласных) и çı/ çi/ çu/ çü (после глухих согласных), аффикс присоединяется к основе, который обозначает предмет или объект занятий, орудие, место, цель. Например: demir — железо, demirci — кузнец; balık — рыба, balıkçı — рыбак; kuş — птица, kuşçu — птицелов и т. п.
— daş/ taş; с помощью этого аффикса образуются имена существительные — названия лиц, имеющие значение соучастия, содружества в чём-либо, общности жизни и социальных условий. Например: yol — путь, yoldaş — путник; yurt — родина, yurttaş — соотечественник; kol — рука, koldaş — подручный и т. п.
— lı/ li/ lu/ lü образуют преимущественно имена прилагательные, но так же служат и для образования имён существительных. Например: Çinli — китаец (Çin — Китай), Asyalı — азиат (Asya — Азия), Avrupalı — европеец (Avrupa — Европа), Moskovalı — москвич (Moskova — Москва), Parisli — парижанин (Paris — Париж), şehirli — горожанин (şehir — город), dağlı — горец (dağ — гора) и т. п.
— man/ men. От этих аффиксов создан ряд имён существительных, которые закрепились в письменно-литературном и официальном языке со значением имени деятеля. Например: öğretmen — учитель, öğret — mek — учить; uçman — летчик, uç — mak — летать; seçmen — избиратель, seç — mek — выбирать; göçmen — переселенец, göç — mek — переселяться; uzman — специалист, uz — искусный; sözmen — красноречивый, söz — слово.
-sız/ siz/ suz/ süz служат для образования имён прилагательных, а некоторые имена прилагательные служат для обозначения лиц. Например: işsiz — безработный (iş — работа); atsız — безлошадный, пеший (at — лошадь) и т. п.
-lık/ lik/ luk/ lük образует имена существительные различного значения:
1. имена существительные — имена места, обозначающие местность: çamlık сосновый лес (çam — сосна); fındıklık — орешник (fındık — орех); güllük — цветник роз (gül — роза) и т. д.
2. имена существительные — имена места, обозначающие хранилище: samanlık — навес, сарай для соломы (saman — солома); tavukluk — курятник (tavuk — курица); kitaplık — книжная полка (kitap — книга) и т. д.
3. имена существительные — названия предметов, связанных по своему значению с названием исходной основы: gözlük — очки (göz — глаз); tuzluk — солонка (tuz — соль); biberlik — перечница (biber — перец) и т. д.
4.имена существительные — названия учреждений и должностей: direktörlük — дирекция, директорство (direktör — директор); elçilik — посольство (elçi — посол) и т. д.
5. имена существительные отвлеченные, обозначающие положение, состояние, обязанности, степень, звание лица, образуются от имён существительных — названий профессии специальности, служебного или социального положения, склонности и т. д.: doktorluk 1) профессия, занятие врача, 2) степень доктора profesörlük — звание профессора, профессорство; çobanlık — занятие пастуха, пастушество (çoban — пастух); köylülük — положение крестьянина, крестьянство (köylü — крестьянин) и т. д.
Следует заметить, что в некоторых случаях слова с афф. — lık приобретают целую серию значений (охватывающих едва ли не все перечисленные выше значения): çamurluk а) грязное место, б) гетры, в) грязезащитное крыло автомобиля, (çamur — грязь); Ağırlık а) тяжесть, вес, б) тяжесть, бремя, в) кошмар, г) медленность, важность, серьёзность, д) обоз (воен),
е) приданое, ж) драгоценности, з) грузило, (аğır — тяжелый) и т. д.
— lık в сочетании с именами прилагательными, некоторыми числительными и другими частями речи образует имена существительные, обозначающие отвлеченные понятия (абстрактные и реже собирательные). От имён прилагательных: güzellik — красота (güzel — красивый); gençlik — молодость, молодежь (genç — молодой); zenginlik — богатство (zengin — богатый); beyazlık — белизна (beyaz — белый) и т. д. От некоторых имён существительных — названий лиц по их политическим убеждениям или социальному происхождению, образуются отвлеченные понятия: demokratlık — демократизм (demokrat — демократ); liberallık — либерализм (liberal — либерал); в данном случае — lık функционально соответствует — izm: demokratizm, liberalizm; Kırallık — королевство (kıral — король); sultanlık — султанство, счастье, великолепие (sultan — султан) и т. д.
От имени числительных и порядковых: birlik — единичность, единение, единство (bir — один); azlık — малость, малое количество, меньшинство (az — мало); ikincilik — второе место (iki — два) и т. д.
В отдельных случаях исходной основой служат отглагольные имена на — (y)amamaz -(y)ememez. Этот аффикс образует от глаголов имена существительные, отвлеченные со значением умышленной невозможности совершения действия: anlaşılamamazlık — недоразумение, недоговоренность и т. д. 

— malık/melik — малопродуктивный аффикс, образующий от глаголов имена существительные, означающие акт или процесс, осложненный оттенками возможности, способности совершения действия, обозначенного исходной основой: küçültmelik — (пре) уменьшение (küçültmek — (пре) уменьшать); okşamalık — ласкание (okşamak — ласкать) и т. д. в отдельных случаях форма на — malık/melik означает результат или предмет действия: göstermelik — образец, образчик (göstermek — показывать) и т. д.
Иранское по корню слово hane — дом через персидский язык давно проникло в турецкий язык, в котором оно, рано утратив своё реальное значение, стало широко употребляться в функции словообразовательного аффикса, образующего имена существительные со значением имени места. С помощью этого слова-аффикса образуются имена места как от турецких слов, так и от заимствованных: yemekhane — столовая (yemek — еда); boyahane — красильня (boya — краска); postane (=postahane) — почтовая контора (posta — итал. почта); dershane (=dersane) — класс, аудитория (ders араб. урок) и т. д.
-cık/cik/cuk/cük/çık/çik/çuk/çük этот аффикс сообщает именам уменьшительно-ласкательное значение. Имя существительное нарицательное: kapıcık — дверка (kapı — дверь); evcik — домик (ev — дом); gözcük — глазок (göz — глаз); Имя существительное собственное: Mehmetçik — Мехмедушка (фамильярно-ласкательное прозвище турецкого солдата);
— cağız/çağız/cağaz/çağaz/ceğiz/çeğiz/cığız/ciğiz/cuğuz/çüğüz. С помощью этого аффикса образуется уменьшительно-ласкательная форма имён существительных: adamcağız/adamcağaz — бедный человек, бедняжка (adam — человек); elceğiz/elciğiz — ручка (el-рука); evceğiz/evciğiz — домик (ev — дом) и т. д.

### Образование имён существительных от глаголов
От глагольных основ с помощью специальных аффиксов образуются имена прилагательные и существительные.
-mak /mek этот формант как аффикс именного словообразования давно уже непродуктивен; он сохранился в отдельных именах существительных, означающих орудие, предмет или результат действия: çomak — дубина; yumak — клубок; ilmek — бант и т. д. В ряде случаев слова с этим аффиксом обозначают предмет, результат, орудие действия и название действия: ekmek — хлеб; yemek — еда, пища; çakmak — огниво, зажигалка и др.
-ma/ me; этот аффикс среди прочих значений образует также имена существительные — названия акта, процесса, результата, предмета, орудия действия: basma а) давление, теснение, 
б) печатание, в) ситец, çıkma а) выхождение, б)выступ, в) выход, возникновение, г) банная простыня, д) открытие, изобретение, е) мода, ж) заметки на полях, комментарии.
В ограниченном числе случаев имена на — ma/ me приобрели значения только:
1. Названия предмета: donanma — 1) флот, эскадра, 2) иллюминация (donanmak — быть экипированным, снаряженным).
2. Названия орудия: düğme — пуговица; kazma — кирка, мотыга (kazmak — рыть) и т. п.
-maca/ mece малопродуктивный аффикс, образующий имена существительные со значением названия, результата или предмета действия: çekmece — выдвижной ящик (çekmek — тянуть); bulmaca — кроссворд (bulmak — находить).
-maç /meç усечённая разновидность предыдущего аффикса; этот непродуктивный аффикс сохранился в отдельных именах существительных, означающих чаще результат или предмет, реже название действия: bulamaç — мучная каша (bulamak — мешать); bazlamaç — оладьи (с вареньем); другие значения: yanıltmaç — скороговорка (игра) (yanıltmak — ввести в заблуждение, обмануть).
-(y)ış /(y)iş/ (y)uş/ (üş): geliş — манера ходить, походка; gülüş — смех, манера смеяться; giyiniş — манера одеваться, одеяние, одежда; alış — взятие, принятие, покупка, вид; buluş — нахождение, находка, открытие.
-(ı)m/ (i)m/ (u)m/ (ü)m этот продуктивный аффикс образует отглагольные имена существительные, обозначающие:
1. Название, результат действия: biçim — а) жатва, б) покрой, фасон; bölüm а) деление, разделение, б) раздел, глава, в) отдел, eğitim — образование (eğitmek — воспитывать), öğretim — учение, обучение (öğretmek — учить);
2. Количество, меру чего-либо, сделанного за один раз, за один прием: Dolam — оборот (dolamak — обвязывать, обвивать); sağım — доение, удой (sağmak — доить);
3. Название предмета или места: koşum — упряжка, упряжь (koşmak — запрягать); düğüm — узел (düğmek — привязывать, завязывать);
-ı / i / u/ ü/ korku-боязнь, страх (korkmak — бояться); koşu — бег, скачка (koşmak — бежать); ölçü — мера, размер, умеренность (ölçmek — мерить); örtü — покрывало (örtmek — покрывать);
-(ı)k/ (i)k/ (u)k/ (ü)k образует существительные, обозначающие:
1.Название действия: öksürük — кашель (öksürmek — кашлять); esnek — зевота (esnemek — зевать);
2.Результат, процесс действия: bölük — часть, группа, рота, эскадрон (bölmek — делить); ısırık — укус (ısırmak — кусать);
3.Орудие или средство действия (от переходных глаголов): tarak — гребёнка (taramak — чесать); kapak — крышка (kapamak — закрывать);
4.Предмет действия: fırıldak — флюгер, вентилятор, волчок (fırıldamak — вращаться);
-ak /ek образует:
1. Имена места: konak — большой дом, особняк, ночлег (konmak — ложиться, оставаться на ночлег); yatak — постель (yatmak — лежать);
2. Орудие или средство действия: bıçak — нож (biçmek — резать); uçak — самолёт (uçmak — лететь);
3. Предмет, результат или процесс действия: sürek — продолжительность, длительность (sürmek — длиться, делиться);
4. Субъект действия (в ограниченном числе случаев): каçak — беглый, дезертир (kaçmak — бежать); korkak — трус (korkmak — бояться);
-gı/ gi/ gu/ gü/ kı/ ki/ ku/ kü
1. Орудие действия, предмет конкретного назначение: keski — топорик (kesmek — резать); askı — подтяжки (asmak — висеть)
2. Название действия в его материальном и отвлеченном выражении: uyku — сон (uyumak — спать); vurgu — ударение (vurmak — ударять);
3. Результат, предмет действия: çizgi — линия, черта (çizmek — проводить линии); içki — спиртные напитки (içmek — пить);
-Ga/ ge/ ka/ ke/: süpürge — метла (süpürmek — подметать); yomga — щепка (yonmak — строгать);
-Gan/ gen/ gın/ gin/ gun/ gin/ kan/ ken/ kın/ kin/kun/ kün/: Vurgun — добыча (vurmak — бить); yangın — пожар (yanmak — гореть);
-(ı)n/ (i)n/ (u)n/ (ü)n образует имена существительные, обозначающие название, процесс: akın — набег, налет, приток, наплыв (akmak — течь, протекать); talan — ограбление, грабеж (talamak — грабить);
-(ı)nç/ (i)nç/ (u)nç/ (ü)nç образовывают имена существительные, обозначающие главным образом название, реже результат: ödünç — ссуда, заем (ödemek — уплачивать); sevinç — радость (sevinmek- радоваться);
-(ı)ntı/ (i)nti/ (u)ntu/ (ü)ntü образуют название и результат действия: gezinti — гуляние, прогулка (gezmek — гулять); kırıntı — обломок (kırınmak — ломаться);
-tı /ti/ tu/ tü с помощью этих аффиксов образовываются имена существительные от основ на -r — l; и обозначают как правило название действия: bağırtı — крик, рёв (bağırmak — кричать, реветь); sızıltı — жалоба, недовольство (sızlamak — болеть, ныть);
-gaç/ geç/ gıç/ giç/ guç/ güç/ kaç/ keç/ kıç/ kiç/ kuç/ küç с помощью этого непродуктивного аффикса образовалось некоторое число имён существительных, означающих:
1. Орудие или средство для совершения действия: kıskaç -щипцы (kısmak — жать, зажимать); süzgeç- ситечко, цедичко (süzmek — цедить);
2. Название или субъект: başlangıç — начало, введене (başlanmak — начинать).

## Падеж
В турецком языке выделяют грамматические и обстоятельственные падежи:
Грамматические:
- Именительный, Nominatiff, (тур. Yalın hali) без специального показателя (суффикса). В турецком языке для выражения вопроса Кто это? Что это? используются указательные местоимения bu, şu, o в сочетании с вопросительными словами kim (кто), ne (что). Когда речь идёт о животных, используют вопрос Bu ne? Bu ne? Что это? Bu köpek — Это собака. Примеры Ağaç, ağacımız, ağaçlar, ağaçlarımız.
- Родительный (тур. İlgi hali) с показателем -ın/-nın/-in/-nin. Если зависимым словом является неодушевлённое существительное, то задаётся вопрос Neyin? — Чья?, если же одушевлённое — вопрос Kimin? — Чья? Неодушевлённое существительное Neyin?: Neyin sayfası? — Чья страница? Defterin sayfası — Страница тетради. Одушевлённое существительное Kimin? Kimin arabası? — Чья машина? Öğretmenin arabası. — Машина учителя.
- Винительный (тур. Yükleme hali) с показателем -ı/-yı/-i/-yi/-u/-yu/-ü/-yü. Основное значение винительного падежа в турецком зыке совпадает с русским: прямой объект, на который направлено действие глагола. Винительный падеж отвечает на вопросы Kimi? — Кого?, Neyi — Что?. В турецком языке различают два винительных падежа: первый называют неоформленным (неопределённой), основным, так как имя существительное не получает никаких аффиксов и употребляется в той форме, в которой слово появляется в словаре, второй называют оформленным (определённым). Винительный неоформленный используется, если объект, на который переходит действие, является единичным и неопределённым. В этом случае используется слово bir, выполняющий роль неопределённого артикля. O bir kitap okuyor. — Он читает (какую-то) книгу.

Обстоятельственные:
- Дательный (дательно-направительный, тур. Yönelme hali) с показателем -a/-ya/-e/-ye. Дательный падеж. Общее значение дательного падежа в турецком языке в целом соответствует значению в русском: 1. Адресат, к которому направлено действие, отвечает на вопросы Kime? — Кому?, К кому? 2. Дательный падеж в турецком языке также обозначает конечный пункт движения и отвечает на вопросы Nereye? — Куда?

Kime kitabı veriyorsun? — Кому ты даёшь книгу? Babama kitabı veriyorum. — Я даю книгу отцу. Nereye gidiyorsun? — Куда ты идёшь? Okula gidiyorum. — Я иду в школу.
- Местный, или предложный, (тур. Bulunma hali) с показателем -da/-ta/-de/-te. Местный (предложный) падеж используется при обозначении местонахождения предмета и отвечает на вопрос Nerede? — Где?, а также при обозначении обладателя предмета (соответствует русскому родительному падежу — у меня, у тебя и т. д.) и отвечает на вопрос Kimde? — У кого? Kitap nerede? — Где книга? Kitap masada — Книга на столе. Kimde kalem var? — У кого есть ручка? Bende kalem var — У меня есть ручка.
- Исходный (тур. Ayrılma hali) с показателеми -dan/-tan/-den/-ten. Исходный падеж. Исходный падеж в турецком языке означает исходный пункт движения, действия и отвечает на вопрос Nereden? — Откуда? Kimden? — От кого? Neden? — От чего? Почему?. Nereden geliyorsun? — Откуда ты идёшь? Piknikten geliyorum. — Я иду (возвращаюсь) с пикника.

Следующие два падежа, формально таковыми не считаются, но некоторые исследователи относят их к этой категории:
- Совместный с показателем -ile (-la/-le). Некоторые значения русского творительного падежа в турецком языке передает сочетание послелога ile с именами существительными местоимениями. Послелог ile обычно пишется отдельно, однако, очень часто можно встретить и его краткую форму -la, -le после согласных и -yla, -yle после гласных, пишущуюся слитно со словом. При присоединении послелога ile к вопросительным местоимениям получаем вопросы Ne ile? — С чем? Kiminle? — С кем?

Значения, которые передаются послелогом ile: 

1. Выступает в качестве средства передвижения: Ben okula otobüs ile (otobüsle) gidiyorum. — Я езжу в школу на автобусе (автобусом).

2. Орудия действия: Kalem ile (kalemle) mektup yazıyorum. — Я пишу письмо ручкой.

3. Значения совместности: Kiminle tatile gidiyorsun? — С кем ты едешь на каникулы?

Ailemle. — Со своей семьёй.
- Орудный. Словообразовательный аффикс -ca, -ce (-ça, -çe) в турецком языке имеет несколько значений.

1. Присоединяясь к прилагательным, он несколько усиливает обозначаемое ими качество. güzel — güzelce — красивый — довольно красивый, весьма красивый; büyük -büyükçe — большой — довольно большой.

2. В сочетании с прилагательными и существительными, этот аффикс образует качественные наречия: güzelce yazdı — он превосходно написал; açıkça söylemek — откровенно (честно) говоря; gizlice girdi — тайно вошла; çocukça yaptı — он сделал по-детски (как ребёнок).

3. Присоединяясь к существительным, аффикс -ca образует наречия с отсылочно-сопоставительным значением, отвечающие на вопрос Nasıl? — Как?. Такие наречия будут переводиться на русский язык с помощью предлога по. Этим наречиям соответствует по смыслу сочетание имени существительного со сравнительным союзом gibi (как): insan/insanca/insan gibi -
человек — по-человечески — как человек; asker/askerce/asker gibi — солдат — по-солдатски — как солдат.

4. Если аффикс -ca примыкает к личным местоимениям, то в этом случае он передает точку зрения говорящего и отвечает на вопрос Kimce? — По чьему (мнению)?
Sence İstanbul güzel mi?. — По-твоему Стамбул красивый?; Bence Ali çalışkan değil. — По-моему Али нетрудолюбивый.

5. Показатель -ca может передавать орудное значение и переводиться на русский язык формой творительного падежа: binlerce — тысячами; saatlerce — часами.

## Местоимение
| основн. | основн.      | родит.  | родит. | местн.  | местн. | дат.   | дат. | исх.     | исх.    | совмест. | совмест. | вин.   | вин. |
| ------- | ------------ | ------- | ------ | ------- | ------ | ------ | ---- | -------- | ------- | -------- | -------- | ------ | ---- |
| ben     | я            | benim   | мой    | bende   | у меня | bana   | мне  | benden   | от меня | benimle  | со мной  | beni   | меня |
| biz     | мы           | bizim   | наш    | bizde   | у нас  | bize   | нам  | bizden   | от нас  | bizimle  | с нами   | bizi   | нас  |
| sen     | ты           | senin   | твой   | sende   | у тебя | sana   | тебе | senden   | от тебя | seninle  | с тобой  | seni   | тебя |
| siz     | вы           | sizin   | ваш    | sizde   | у вас  | size   | вам  | sizden   | от вас  | sizinle  | с вами   | sizi   | вас  |
| o       | он, она, оно | onun    | его    | onda    | у него | ona    | ему  | ondan    | от него | onunla   | с ним    | onu    | его  |
| onlar   | они          | onların | их     | onlarda | у них  | onlara | им   | onlardan | от них  | onlarla  | с ними   | onları | их   |

## Калькирование
Калькирование, то есть образование новых слов путём копирования того способа словообразования, которым соответствующее слово образовано в каком-либо другом языке — довольно широко представлено в турецком языке. Словарный состав турецкого языка, как известно, долгое время пополнялся за счёт заимствований из арабского и персидского языков, из итальянского и греческого языков, позднее слова интенсивно заимствуются из французского, из южнославянских и других европейских языков. Калькируется преимущественно техническая и научная терминология: demir yol — железная дорога (фр. le chemin de fer), devekuşu — страус (перс. şotor morg), başdoktor — главный врач (п.-а. sertabib), послелог tarafından калька с арабск. min taraf — со стороны и т. д.
Подавляющее большинство новых слов, созданных с 1933 года, представляют собой кальки (полные или частичные). Пример частичной кальки: vatansever — родину любящий, патриот (а.-п. vatanperver), это же понятие часто передается с помощью полной кальки: yurtsever=vatansever; küryeri (фр. cure + нем. оrt) — курорт и т. п.

## Глагол
Основа глагола совпадает с формой повелительного наклонения ед.ч. В современных словарях глагол приводится в форме основа + аффикс отглагольного имени -mak/-mek (делать) (то есть инфинитив).
В турецком довольно сложная глагольная система. В языке 5 наклонений: желательное, изъявительное, повелительное, условное, долженствовательное.
В изъявительном наклонении имеется 5 простых форм времени:
- Настоящее (текущее) время (Şimdiki zaman),
- Настоящее-будущее (неопределённое) время (Geniş zaman),
- Будущее (категорическое) время (Gelecek zaman),
- Прошедшее неочевидное время (субъективное) (Belirsiz geçmiş zaman),
- Прошедшее категорическое (совершённое) время (Belirli geçmiş zaman).

Кроме того в этом наклонении имеется ещё 7 сложных форм времени:
- Прошедшее несовершённое время (определённый имперфект) (Şimdiki zamanın hikâyesi),
- Преждепрошедшее первое время (Belirsiz geçmiş zamanın hikâyesi),
- Преждепрошедшее второе время (Belirli geçmiş zamanın hikâyesi),
- Прошедшее неопределённое время (неопределённый имперфект) (Geniş zamanın hikâyesi),
- Будущее-прошедшее время (Gelecek zamanın hikâyesi),
- Настоящее длительное время (Sürekli şimdiki zaman),
- Прошедшее длительное время (Sürekli şimdiki zamanın hikâyesi).

В остальных наклонениях имеется по одному прошедшему и будущему времени. Также существует 6 форм условной модальности.
Выделяют 5 залогов: основной (прямой), возвратный, взаимный, страдательный, понудительный.
Кроме того, в турецком есть неопределённый артикль bir (досл. один).
В области синтаксиса действует закон предшествования определения определяемому (обычный порядок слов: Подлежащее-Прямое Дополнение-Сказуемое (S-O-V)).